# Blue Lake (Australië)
Blue Lake (blauw meer) in Mount Gambier, Zuid-Australië  is een kratermeer met een helder blauwe kleur.
Het is een van de oorspronkelijk vier kratermeren op Mount Gambier. Van de vier meren resten er slechts twee, Blue Lake en Valley Lake. De andere twee (Leg of Mutton Lake en Brownes Lake) zijn opgedroogd in de afgelopen 30 tot 40 jaar doordat het grondwaterpeil daalde.
Het meer voorziet het stadje Mount Gambier van drinkwater.